# Saropla
Saropla é um gênero de traça pertencente à família Oecophoridae.

## Espécies
- Saropla amydropis
- Saropla ancistrotis
- Saropla ataurota
- Saropla caelatella
- Saropla cleronoma
- Saropla dryozona
- Saropla glagoessa
- Saropla harpactis
- Saropla hemixantha
- Saropla philocala
- Saropla prodotis